# Jaskinia nad Miłaszówką
Jaskinia nad Miłaszówką – jaskinia znajdująca się w prawych zboczach Doliny Mnikowskiej na terenie wsi Mników, w powiecie krakowskim, w województwie małopolskim w województwie małopolskim, w powiecie krakowskim, w gminie Liszki. Pod względem geograficznym jest to obszar Garbu Tenczyńskiego w obrębie Wyżyny Krakowsko-Częstochowskiej.

## Opis jaskini
Miłaszówką nazywano część lasu, w której znajduje się jaskinia. Położona ona jest w skalnym grzebieniu wznoszącym się zaraz za potokiem Sanka. Grzebień ten opada wzdłuż stoku do koryta potoku. Jaskinia ma otwór u lewego (patrząc od dołu) podnóża tego grzebienia, dość wysoko nad dnem potoku. Jest ciasna, z niewielkim otworem. Za otworem ciasny korytarz opada w dół do niewielkiej komory o rozmiarach 3 × 2 m. Z komory tej na południowy zachód prowadzi ciasny korytarzyk o długości 1 m, przechodzący w kolejne rozszerzenie. Jego dno wypełnione jest lessem, w którym borsuk wygrzebał zagłębienia. Z komory na północny wschód prowadzi drugi ciasny korytarzyk, który łączy się z Jaskinią na Miłaszówce. Stwierdzono to poprzez kontakt głosowy, połączenie to jest jednak dla człowieka niemożliwe do przejścia. Z komory prowadzi stromo w górę na północny wschód jeszcze jeden ciasny korytarzyk, zakończony kominem. Komin ten jednak od góry zawalony jest wapiennym gruzem i lessem. Ze stropu jaskini zwieszają się korzenie drzew.
Jaskinia powstała w wapieniach z okresu jury późnej w warunkach freatycznych. Ma obfite namulisko złożone z humusu, i lessu zmieszanych z wapiennym rumoszem. Jest oświetlona światłem słonecznym tylko w pobliżu otworu, w głębi jest ciemna. Jest wilgotna, a zimą wydobywa się z niej cieplejsze powietrze. Ze zwierząt obserwowano kilka gatunków pajęczaków: Tegenaria silvestris, Tegenaria ferruginea, sieciarz jaskiniowy Meta menardi, Nesticus cellulanus, Phrurolithus festivus, Leiobunum rupestre, Neobisium carcinoides, a także ślimaki, komary i ćmę szczerbówka ksieni Scoliopterix libatrix.

## Historia badania i dokumentacji
Jaskinia znana była od dawna, ale po raz pierwszy jej dane opublikował M. Czepiel w 1976 r. On też opracował plan jaskini. W 1981 r. E. Sanocka-Wołoszynowa zbadała florę pajęczaków w jaskini. Znalazła 7 gatunków.

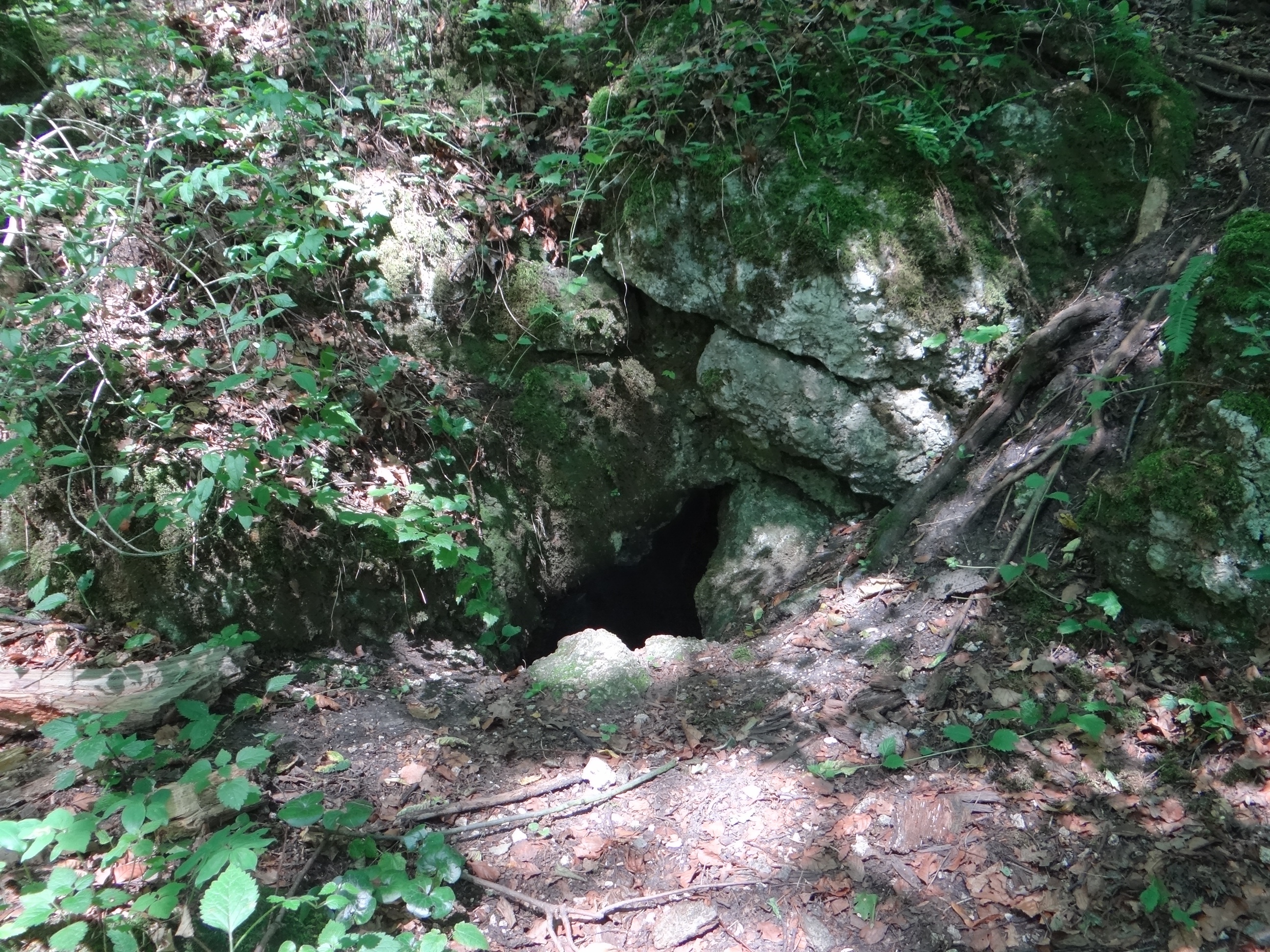
Otwór jaskini